# Sociale premies
Sociale premies (in Nederland ook wel genoemd premies sociale verzekeringen) zijn premies die geheven worden in verband met sociale verzekeringen (ook wel genoemd publiekrechtelijke verzekeringen), dat wil zeggen verzekeringen die voor de verzekerden in beginsel een wettelijk verplicht karakter hebben en van rechtswege gelden (de verzekerde hoeft geen verzekering af te sluiten om verzekerd te zijn). De premies kunnen zowel geheven worden van de verzekerde als van degene bij wie de verzekerde in dienst is of geacht wordt in dienst te zijn. Sociale premies zijn net als belastingen veelal wettelijk verplicht verschuldigd (de premieplichtige kan zich in beginsel niet aan de betaling van de premies onttrekken). In juridische zin zijn sociale premies echter veelal geen belastingen omdat tegenover de heffing van de sociale premies een individuele tegenprestatie staat (het verzekerd zijn inzake de sociale verzekeringen), daar waar dat met belastingen niet het geval is. Sociale verzekeringen (en daarmee sociale premies) zijn in veel landen ingevoerd in de 19de en vooral 20ste eeuw. Het type sociale verzekeringen en de hoogte van de sociale premies verschilt sterk van land tot land.

## Sociale premies in Europees Nederland
In Europees Nederland worden de sociale verzekeringen onderverdeeld in twee groepen verzekeringen:
Volksverzekeringen - sociale verzekeringen die gelden voor in beginsel iedere natuurlijke persoon die ingezetene van Nederland is, alsook voor bepaalde groepen niet-ingezetenen;
Werknemersverzekeringen – sociale verzekeringen die in beginsel uitsluitend gelden voor natuurlijke personen die werknemer zijn en met hen gelijkgestelde personen.

### Premie volksverzekeringen
De volksverzekeringen worden voornamelijk gefinancierd door de zogenoemde premie volksverzekeringen (pvv) en rijksbijdragen afkomstig uit de zogenoemde algemene middelen (algemene belastingopbrengst). De premies zijn verschuldigd door de verzekerde, dat wil in beginsel zeggen de legaal in Nederland verblijvende natuurlijke persoon die ingezetene van Nederland is, alsook een bepaalde groep van natuurlijke personen die geen ingezetene van Nederland is. De premie is afhankelijk van de hoogte van het inkomen van de verzekerde en gemaximeerd tot een bepaald inkomen (boven een bepaald inkomen is geen premie verschuldigd). Heeft de verzekerde geen inkomen, dan is hij echter wel verzekerd. Zie voor dit type sociale premies verder: volksverzekeringen.

### Premies werknemersverzekeringen
De werknemersverzekeringen worden gefinancierd door de premies werknemersverzekeringen. De premies zijn verschuldigd door de werkgever van de verzekerde werknemer (of de met hem gelijkgestelde persoon), maar de werkgever mag in de regel een deel van de premies op het loon van de werknemer inhouden.
De premies zijn afhankelijk van de hoogte van het loon van de werknemer en gemaximeerd tot een bepaald loon (boven een bepaald loon zijn geen premies verschuldigd), zie maximum dagloon.
Voor sommige van deze verzekeringen geldt een zogenoemde franchise, dat is een deel van het loon waarover geen premies verschuldigd is. Zie voor dit type sociale premies verder: werknemersverzekeringen.

### Zorgverzekeringswet
Ook de zogenoemde Zorgverzekeringswet is een sociale verzekering. De zorgverzekering wordt veelal niet tot de volksverzekeringen gerekend, hoewel hij dit qua bereik wel is: verzekerde voor de zorgverzekeringswet is degene die verzekerd is voor de Algemene Wet Bijzondere Ziektekosten (een van de volksverzekeringen). De zorgverzekering wordt gefinancierd door inkomensafhankelijke premies en nominale premies (vaste premies die door de verzekerde direct aan de zorgverzekeraar verschuldigd zijn). Het inkomensafhankelijke deel van de premie is gemaximeerd. Werknemers hebben in de regel recht op een werkgeversbijdrage voor de door hen verschuldigde inkomensafhankelijke premies.

### Gemoedsbezwaarden
Erkende gemoedsbezwaarden zijn vrijgesteld voor sociale verzekeringen. Zij betalen in plaats van sociale premies een premievervangende belasting.

## Sociale premies in Caribisch Nederland

### Premies volksverzekeringen
De premies voor de volksverzekeringen zijn verschuldigd door de verzekerden (ingezetenen en/of werknemers van/in Caribisch Nederland), maar worden in geval van loondienst ingehouden door de werkgever. De premies zijn geïntegreerd in het tarief van de vlaktaks van 30,4%. Het gevolg is dat ouderen die geen AOV-premie meer betalen, relatief meer belasting betalen.
| Verzekering                                 | Premiepercentage (in 2013)  |
| ------------------------------------------- | --------------------------- |
| Algemene ouderdomsverzekering (AOV)         | 25,0% over maximaal $29.434 |
| Algemene weduwen- en wezenverzekering (AWW) | 1,3% over maximaal $29.434  |
| Niet-werkgeversdeel zorgverzekering         | 0,5% over maximaal $29.434  |

### Premies werknemersverzekeringen en werkgeversdeel zorgverzekering
De premies voor de werknemersverzekeringen zijn verschuldigd door de werkgever.
| Verzekering                        | Premiepercentage (in 2013) |
| ---------------------------------- | -------------------------- |
| Cessantiawet BES (CES)             | 0,2%                       |
| Wet ongevallenverzekering BES (OV) | 0,5%                       |
| Wet ziekteverzekering BES (ZV)     | 1,6%                       |
| Werkgeversdeel zorgverzekering     | 16,1%                      |
| Totaal:                            | 18,4%                      |